# Discus textilis
Discus textilis е изчезнал вид коремоного от семейство Discidae.

## Разпространение
Този вид е бил ендемичен за Ла Палма, Канарските острови.